# Herb Gostynia
Herb Gostynia – jeden z symboli miasta Gostyń i gminy Gostyń w postaci herbu.

## Wygląd i symbolika
Herb przedstawia na białej tarczy trzy baszty nie połączone wspólną podstawą, przy czym środkowa wieża z podwójnym szeregiem blanków jest większa, a po bokach znajdują się dwie mniejsze wieże, każda ze spiczastym dachem. Baszty są w kolorze czerwonym, natomiast spiczaste dachy w kolorze niebieskim.

## Historia
Brak jest informacji o pochodzeniu herbu. Prawdopodobnie motyw trzech wież został zaczerpnięty od tarcz herbowych starszych pobliskich miast. Pierwotny herb Gostynia przedstawiał w tarczy niepołączone ze sobą trzy baszty, jak dowodzi tego najstarszy zachowany wizerunek pieczęci miejskiej z 1585 roku. Ten sam motyw prezentowany był na małej pieczęci miejskiej z wieku XVII lub początku XVIII, ale z tą różnicą, że wieża środkowa miała u dołu bramę. W końcu XVIII stuleciu zmieniono jeszcze raz tłok pieczętny miasta, dokonując zarazem modyfikacji herbu. Mianowicie dano wszystkie trzy baszty na jednym wspólnym podmurowaniu. Z chwilą powrotu rządów pruskich (po upadku Napoleona) miasto wróciło do dawnego herbu, nieco go tylko uzupełniając i poprawiając. Umieszczono wieże na wspólnej podstawie z liściem u spodu, ponadto środkową basztę nakryto wysokim i szerokim dachem. Tak wyglądały też pieczęcie Gostynia z roku 1919. Z końcem lat dwudziestych XX wieku przywrócono dawny wizerunek herbu.